# 小行星579
小行星579（579 Sidonia）是一颗围绕太阳公转的小行星。1905年11月3日，奧古斯特·科普夫在海德堡描述了此天体。
該小行星以義大利巴洛克詩人托爾夸托·塔索的史詩《耶路撒冷的解放》中的登場人物希德尼婭（Sidonia）命名，這個命名也被認為和其臨時編號1905 SD有關。
这颗小行星的绝对星等为7.85等。

## 相关條目
- 小行星列表/10001-11000

## 外部連結
- Asteroid Lightcurve Database (LCDB) （页面存档备份，存于）, query form (info （页面存档备份，存于）)
- Dictionary of Minor Planet Names, Google books
- Discovery Circumstances: Numbered Minor Planets (10001)-(15000) （页面存档备份，存于） – Minor Planet Center
- 小行星579 at AstDyS-2, Asteroids—Dynamic Site
  - Ephemeris · Observation prediction · Orbital info · Proper elements · Observational info
- NASA JPL小天體瀏覽器上的小行星579

| 前一小行星： 小行星578 | 小行星列表 | 後一小行星： 小行星580 |